# 桑塔迪
桑塔迪（義大利語：Santadi），是意大利撒丁大区南撒丁省的一个市镇。总面积115.59平方公里，人口3631人，人口密度31.4人/平方公里（2009年）。ISTAT代码为107018。